# Вахаев, Умар
Ума́р Ваха́ев (15 января 1992 года) — российский боец смешанных единоборств, чемпион России по грэпплингу. В августе 2013 года провёл свой дебютный бой против россиянина Олега Перевертунова, который выиграл в первом раунде удушающим приёмом. По состоянию на 2022 год провёл пять боёв, из которых четыре выиграл (три — сдачей противника и один — решением судей) и один проиграл единогласным решением.

## Статистика боёв
| Результат | Дата            | Турнир                            | Соперник          | Страна  | Раунд  | Время | Метод                |
| --------- | --------------- | --------------------------------- | ----------------- | ------- | ------ | ----- | -------------------- |
| Поражение | 22 февраля 2015 | Oplot &Profi Spot Oplot DNR       | Максим Швец       | Украина | 3      | 5:00  | Единогласное решение |
| Победа    | 25 мая 2014     | ACB — Гран-при Беркут 8           | Богдан Булах      | Россия  | 1 из 2 | 1:51  | Болевой              |
| Победа    | 21 марта 2014   | Tech-KREP FC — Prime 1            | Георгий Кичигин   | Россия  | 3 из 3 | 5:00  | Решение              |
| Победа    | 16 августа 2013 | Tech-KREP FC: Black Sea Cup       | Григорий Кичигин  | Россия  | 1 из 3 | 4:55  | Болевой              |
| Победа    | 2 августа 2013  | Tech-KREP FC: Black Sea Cup — 1/4 | Олег Перевертунов | Россия  | 1 из 2 | 2:00  | Удушение             |